# Diócesis de Varaždin
La diócesis de Varaždin (en latín: Dioecesis Varasdinen(sis) y en croata: Varaždinska biskupija) es una circunscripción eclesiástica latina de la Iglesia católica en Croacia, sufragánea de la arquidiócesis de Zagreb. La diócesis tiene al obispo Bože Radoš como su ordinario desde el 1 de agosto de 2019. 

## Territorio y organización
La diócesis tiene 3100 km² y extiende su jurisdicción sobre los fieles católicos de rito latino residentes en los condados de Varaždin y Međimurje, la mayor parte de Podravina y la parte norte de Hrvatsko Zagorje. 
La sede de la diócesis se encuentra en Varaždin, en donde se halla la Catedral de la Asunción de la Virgen María.
En 2020 en la diócesis existían 105 parroquias.

## Historia
La diócesis fue erigida el 5 de julio de 1997 con la bula Clarorum sanctorum del papa Juan Pablo II, obteniendo el territorio de la arquidiócesis de Zagreb.

## Estadísticas
De acuerdo al Anuario Pontificio 2021 la diócesis tenía a fines de 2020 un total de 340 852 fieles bautizados.
| Año                                                                             | Población            | Población | Población      | Sacerdotes | Sacerdotes    | Sacerdotes    | Bautizados por sacerdote | Diáconos permanentes | Religiosos | Religiosos | Parroquias |
| Año                                                                             | Bautizados católicos | Total     | % de católicos | Total      | Clero secular | Clero regular | Bautizados por sacerdote | Diáconos permanentes | Varones    | Mujeres    | Parroquias |
| ------------------------------------------------------------------------------- | -------------------- | --------- | -------------- | ---------- | ------------- | ------------- | ------------------------ | -------------------- | ---------- | ---------- | ---------- |
| 1999                                                                            | 370 625              | 410 000   | 90.4           | 137        | 113           | 24            | 2705                     |                      | 27         | 128        | 98         |
| 2000                                                                            | 380 000              | 409 897   | 92.7           | 141        | 118           | 23            | 2695                     |                      | 26         | 128        | 105        |
| 2001                                                                            | 363 540              | 385 000   | 94.4           | 134        | 110           | 24            | 2712                     |                      | 30         | 122        | 103        |
| 2002                                                                            | 367 722              | 385 000   | 95.5           | 137        | 114           | 23            | 2684                     |                      | 29         | 122        | 103        |
| 2003                                                                            | 375 000              | 395 000   | 94.9           | 144        | 116           | 28            | 2604                     |                      | 36         | 127        | 103        |
| 2004                                                                            | 373 874              | 393 000   | 95.1           | 152        | 121           | 31            | 2459                     |                      | 38         | 116        | 104        |
| 2010                                                                            | 368 700              | 387 100   | 95.2           | 162        | 129           | 33            | 2275                     |                      | 38         | 103        | 104        |
| 2014                                                                            | 362 247              | 380 566   | 95.2           | 160        | 134           | 26            | 2264                     | 1                    | 32         | 101        | 105        |
| 2017                                                                            | 344 387              | 373 980   | 92.1           | 164        | 132           | 32            | 2099                     | 1                    | 36         | 102        | 105        |
| 2020                                                                            | 340 852              | 367 384   | 92.8           | 165        | 136           | 29            | 2065                     | 1                    | 32         | 93         | 105        |
| Fuente: Catholic-Hierarchy, que a su vez toma los datos del Anuario Pontificio. |                      |           |                |            |               |               |                          |                      |            |            |            |

## Episcopologio
- Marko Culej † (5 de julio de 1997-19 de agosto de 2006 falleció)
- Josip Mrzljak (20 de marzo de 2007-1 de agosto de 2019 retirado)
- Bože Radoš, desde el 1 de agosto de 2019